# العلاقات الأمريكية النيكاراغوية
العلاقات الأمريكية النيكاراغوية هي العلاقات الثنائية التي تجمع بين الولايات المتحدة ونيكاراغوا.

## مقارنة بين البلدين
هذه مقارنة عامة ومرجعية للدولتين:
| وجه المقارنة                                              | الولايات المتحدة                                                                                                  | نيكاراغوا        |
| --------------------------------------------------------- | --- | ---------------- |
| المساحة (كم2)                                             | 9.83 مليون | 130.38 ألف       |
| عدد السكان (نسمة)                                         | 311.58 مليون | 6.22 مليون       |
| الكثافة السكانية (ن./كم²)                                 | 31.7 | 47.71            |
| العاصمة                                                   | واشنطن العاصمة | ماناغوا          |
| اللغة الرسمية                                             | لغة إنجليزية | اللغة الإسبانية  |
| العملة                                                    | دولار أمريكي | كوردبا نيكاراغوا |
| الناتج المحلي الإجمالي (بليون دولار)                      | 19.39 تريليون | 13.81 مليار      |
| الناتج المحلي الإجمالي (تعادل القوة الشرائية) بليون دولار | 18.04 تريليون | 31.63 مليار      |
| الناتج المحلي الإجمالي الاسمي للفرد دولار أمريكي          | 56.12 ألف | 2.09 ألف         |
| الناتج المحلي الإجمالي للفرد دولار أمريكي                 | 54.63 ألف | 4.92 ألف         |
| مؤشر التنمية البشرية                                      | 0.920 | 0.631            |
| رمز المكالمات الدولي                                      | +1 | +505             |
| رمز الإنترنت                                              | .us، Gov.، .mil، Edu.                                                                                             | .ni              |
| المنطقة الزمنية                                           | توقيت ساموا الأمريكية، توقيت أطلنطي موحد، منطقة زمنية وسطى، توقيت ألاسكا ‏، المنطقة الزمنية الجبلية، توقيت تشامرو ‏ | 00               |

## مدن متوأمة
في ما يلي قائمة باتفاقيات التوأمة بين مدن أمريكية ونيكاراغوية:
- ترتبط بيند مع Condega [الإنجليزية]‏ باتفاقية توأمة.
- ترتبط نيوتن مع San Juan del Sur [الإنجليزية]‏ باتفاقية توأمة.
- ترتبط بلومنغتون مع Posoltega, Nicaragua [الإنجليزية]‏ باتفاقية توأمة.
- ترتبط برلينغتون مع بويرتو كابيزاس باتفاقية توأمة.
- ترتبط ميرسيد مع سوموتو، نيكاراغوا [الإنجليزية]‏ باتفاقية توأمة.
- ترتبط وكيشا مع غرناطة (نيكاراغوا) باتفاقية توأمة.
- ترتبط نيو هيفن مع ليون، نيكاراغوا باتفاقية توأمة منذ 1993.[17]
- ترتبط فرجينيا بيتش مع San Juan del Sur [الإنجليزية]‏ باتفاقية توأمة.[18]
- ترتبط راسين مع بلوفيلدز، نيكاراغوا باتفاقية توأمة منذ 1965.
- ترتبط ماديسون مع ماناغوا باتفاقية توأمة منذ 1987.
- ترتبط آن آربر مع غويغالبا [الإنجليزية]‏ باتفاقية توأمة.
- ترتبط أركاتا مع Camoapa [الإنجليزية]‏ باتفاقية توأمة.
- ترتبط تامبا مع غرناطة (نيكاراغوا) باتفاقية توأمة منذ 1992.[19]
- ترتبط بينينغتون مع Somotillo [الإنجليزية]‏ باتفاقية توأمة.
- ترتبط مونتكلير [الإنجليزية]‏ مع Pearl Lagoon [الإنجليزية]‏ باتفاقية توأمة.

## منظمات دولية مشتركة
يشترك البلدان في عضوية مجموعة من المنظمات الدولية، منها:
| علم المنظمة | اسم المنظمة                               | تاريخ انضمام الولايات المتحدة | تاريخ انضمام نيكاراغوا |
| ----------- | ----------------------------------------- | ----------------------------- | ---------------------- |
|             | وكالة ضمان الاستثمار متعدد الأطراف        | 12 أبريل 1988                 | 12 يونيو 1992          |
|             | الاتحاد الدولي للاتصالات                  | 1 يوليو 1908                  | 12 مايو 1926           |
|             | يونسكو                                    | 4 نوفمبر 1946                 | 22 فبراير 1952         |
|             | الأمم المتحدة                             | 24 أكتوبر 1945                | 24 أكتوبر 1945         |
|             | المركز الدولي لتسوية المنازعات الاستشارية | 14 أكتوبر 1966                | 19 أبريل 1995          |
|             | البنك الدولي للإنشاء والتعمير             | 27 ديسمبر 1945                | 14 مارس 1946           |
|             | مؤسسة التمويل الدولية                     | 20 يوليو 1956                 | 20 يوليو 1956          |
|             | مؤسسة التنمية الدولية                     | 24 سبتمبر 1960                | 30 ديسمبر 1960         |
|             | منظمة الشرطة الجنائية الدولية             | ?                             | ?                      |
|             | الاتحاد البريدي العالمي                   | ?                             | ?                      |
|             | منظمة حظر الأسلحة الكيميائية              | ?                             | ?                      |
|             | منظمة التجارة العالمية                    | ?                             | ?                      |

## أعلام
هذه قائمة لبعض الشخصيات التي تربطها علاقات بالبلدين:
- أبريل أونيل (ممثلة اباحية أمريكية، 7 أبريل 1987[28] – )
- أرتور كروز (سياسي نيكاراغوي، 18 ديسمبر 1923 – 9 يوليو 2013)
- اميليانو شامورو فارغاس (دبلوماسي نيكاراغواياني، 11 مايو 1871 – 26 فبراير 1966[29])
- إيف توريس (21 أغسطس 1984[30] – )
- بابلو بينيد (لاعب كرة قدم من الولايات المتحدة الأمريكية، 18 أبريل 1990[31] – )
- باربرا كاريرا (31 ديسمبر 1945 – )
- دوستين كوريا (21 مارس 1992[32] – )
- ديانا لوبيز (لاعبة تايكوندو من الولايات المتحدة الأمريكية، 7 يناير 1984 – )
- روموالدو باتشيكو (سياسي أمريكي، 31 أكتوبر 1831[33][34] – 23 يناير 1899[33])
- زاك كينغ (فنان وعارض أفلام، 4 فبراير 1990[35] – )
- كارلوس هايد (لاعب كرة قدم أمريكية، 20 سبتمبر 1991 – )
- ميرابو بي لامار (سياسي أمريكي، 16 أغسطس 1798[36][37][38] – 19 ديسمبر 1859[36][37][38])
- ميغيل ديسكوتو بروكمان (سياسي أمريكي، 5 فبراير 1933[39][40] – 8 يونيو 2017[40][41])
- ميكيلي غريني (ممثلة أمريكية، 3 فبراير 1962 – )
- هيلدا سوليس (سياسية من الولايات المتحدة الأمريكية، 20 أكتوبر 1957 – )

## وصلات خارجية
- موقع وزارة الخارجية الأمريكية
- موقع وزارة الخارجية النيكاراغوية